# Amt Märkische Schweiz
L'Amt Märkische Schweiz è una comunità amministrativa che si trova nel circondario del Märkisch-Oderland nel Brandeburgo, in Germania.

## Geografia fisica
La comunità, coestensiva col territorio omonimo, confina ad ovest con la città di Strausberg, a nord con la comunità del Barnim-Oderbruch, ad est con la città di Müncheberg ed a sud con il circondario dell'Oder-Spree. Il suo territorio è compreso completamente nell'omonima riserva naturale.

## Società

### Evoluzione demografica
- Sviluppo della popolazione dal 1875 entro gli attuali confini (Linea Blu: Popolazione; Linea puntata: Confronto dello sviluppo della popolazione dello stato del Brandenburgo; Sfondo grigio: Ai tempi del governo nazista; Sfondo rosso: Al tempo del governo comunista)
- Sviluppo recente della popolazione (Linea blu) e previsioni

| Anno | Abitanti |
| ---- | -------- |
| 1875 | 4 943    |
| 1890 | 5 124    |
| 1910 | 5 855    |
| 1925 | 7 380    |
| 1939 | 8 362    |
| 1950 | 10 476   |
| 1964 | 9 439    |

| Anno | Abitanti |
| ---- | -------- |
| 1971 | 9 209    |
| 1981 | 8 471    |
| 1985 | 8 172    |
| 1990 | 7 777    |
| 1995 | 7 834    |
| 2000 | 8 710    |
| 2005 | 9 522    |

| Anno | Abitanti |
| ---- | -------- |
| 2010 | 9 101    |
| 2015 | 9 214    |
| 2016 | 9 047    |
| 2017 | 9 261    |
| 2018 | 9 492    |
| 2019 | 9 680    |
| 2020 | 9 811    |

Fonti dei dati sono nel dettaglio nelle Wikimedia Commons..

## Suddivisione
Comprende 5 comuni:
- Buckow (Märkische Schweiz) (città)
- Garzau-Garzin
- Oberbarnim
- Rehfelde
- Waldsieversdorf

Capoluogo e centro maggiore è Buckow (Märkische Schweiz).